# 薄竹属
薄竹属（学名：Leptocanna）是禾本科下的一个属。该属仅有薄竹（Leptocanna chinensis）一种，分布于中国云南。